# Gare de Bel-Air-Ceinture
Gare de Bel-Air-Ceinture je zrušená železniční stanice v Paříži ve 12. obvodu. Nádraží bylo v provozu v letech 1863–1934. Budova se nacházela na adrese 27, rue de Montempoivre.

## Lokace
Nádraží se nacházelo na lince Petite Ceinture mezi stanicemi rue Claude-Decaen a avenue de Vincennes.

## Historie
Stanice Bel-Air-Ceinture byla uvedena do provozu 16. listopadu 1863. Při výstavbě tratě z Paříže (Gare de la Bastille) do Marles-en-Brie, která se zde křížila, bylo vystavěno nové nádraží. To bylo otevřeno pro cestující 16. května 1889. Tak jako celá linka bylo i nádraží uzavřeno pro osobní přepravu 23. července 1934.